# نونوسوس (مؤرخ)
نونوسوس (باليونانية: Νόννοσος)‏ كان سفيرًا أرسله الإمبراطور البيزنطي جستينيان الأول إلى ملك أكسوم (في إثيوبيا وأجزاء من شبه الجزيرة العربية) حوالي عام 530 م. ووصف تلك الزيارة، ولكن وصفه مفقود الآن، وإنما وصلنا ملخصاً عن البطريرك البيزنطي فوتيوس في المخطوطة 3 من مكتبته . وفقًا لهذا الملخص، دخل نونوسوس إثيوبيا عبر مدينة عدوليس الساحلية على البحر الأحمر وسافر براً إلى أكسوم. ووصف رؤية قطيع من 5000 فيل بالقرب من أوا بين عدوليس وأكسوم. كان والد نونوسوس أبراهام سفيرًا لدى العرب، وكان عمه، المسمى أيضًا نونوسوس، قد أرسله الإمبراطور أناستاسيوس الأول في سفارة.
تتضمن وقائع إيوانيس مالالاس (الكتاب 18.457) التي تعود إلى منتصف القرن السادس والسجلات اللاحقة لثيوفانيس ، دون ذكر مصدرها، وصفًا تفصيليًا ربما يكون مستمدًا من رواية نونوسوس عن لقائه مع حاكم أكسوم. يسميه مالاس باسم إليسبواس ويطلق عليه ملك الهنود، بينما يسميه ثيوفانيس باسم "أريثاس" ملك الإثيوبيين. وفقًا لمالاس، أدى السفير البيزنطي رقصة تسمى البروسكين واستقبله الملك بحرارة، حيث جلس على منصة مذهلة مذهّبة فوق أربعة أفيال مربوطة معًا. كان حاكم أكسوم حريصًا على إقامة علاقات جيدة مع جستينيان، فقبَّل الختم الإمبراطوري على الرسالة التي قدمها نونوسوس، ووافق على شن حرب على الفرس باسم جستينيان. ومع ذلك، من الناحية العملية، فشلت سفارة نونوسوس في تحقيق أي مساهمة عسكرية كبيرة عند أكسوم.

## ذكر نونوسوس للكعبة
يفترض كرستيان روبان أن الذكر الوحيد للكعبة ربما يكون في حديث نونوسوس عن حج يؤديه العرب مرتين في العام.